# Patricia Hollis, Baroness Hollis of Heigham

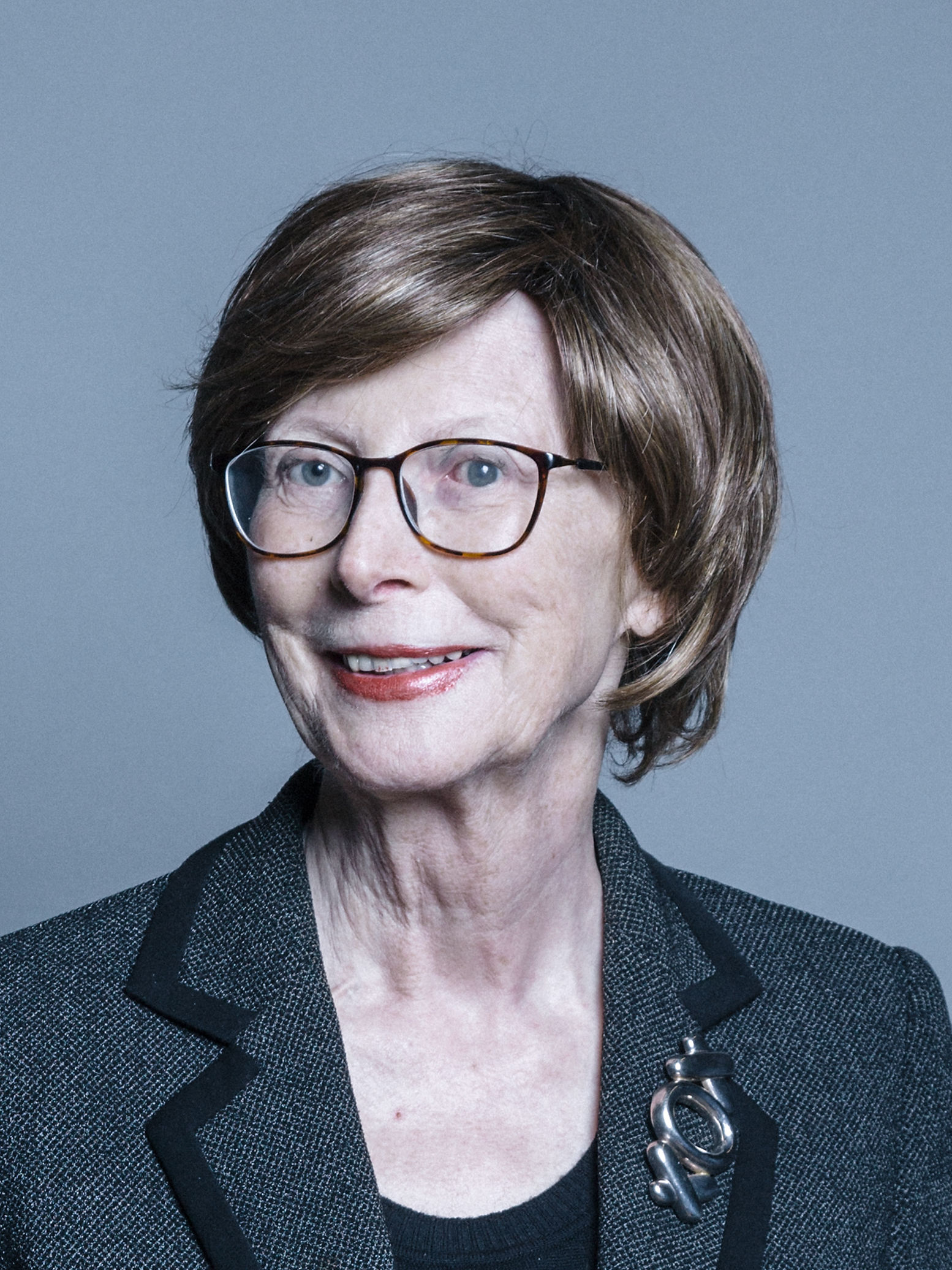
Patricia Hollis, Baroness Hollis of Heigham

Patricia Lesley Hollis, Baroness Hollis of Heigham PC DL (* 24. Mai 1941; † 13. Oktober 2018) war eine britische Politikerin, die für Labour im House of Lords saß.

## Leben
Sie studierte in Cambridge, Kalifornien und New York und promovierte in Oxford (MA, DPhil).
Sie war von 1967 bis 1990 Lecturer in Moderner Geschichte, und Dekanin an der University of East Anglia in Norwich. Von 1988 bis 1991 war sie Nationale Beauftragte von English Heritage. Sie war verheiratet mit dem Philosophen Martin Hollis bis zu dessen Tod 1998; sie haben zwei Söhne, einer ist der Dichter Matthew Hollis.
Bei den britischen Unterhauswahlen vom Februar 1974, Oktober 1974 und 1979 kandidierte sie im Wahlkreis Great Yarmouth. Sie war bereits seit 1968 in der Politik aktiv; von 1968 bis 1991 saß sie im Stadtrat von Norwich. Hollis arbeitete von 1988 bis 1990 für den Press Council und war von 1983 bis 1997 Direktorin von Radio Broadland.
Am 1. Juni 1990 wurde Hollis als Baroness Hollis of Heigham, of Heigham in the City of Norwich, zur Life Peeress erhoben. Von 1990 bis 1995 war sie Whip der Opposition im House of Lords und ab 1990 Sprecherin für Housing, Local Government, the Environment, Disability and Social Security. Während ihrer Zeit im House war sie u. a. an der Verabschiedung des Gesetzes über die Aufteilung von Rentenansprüchen bei Scheidung aktiv beteiligt.
Von 1997 bis 2005 war sie Parlamentarische Unterstaatssekretärin im Ministerium für Arbeit und Pensionen. Sie wurde 1999 in den Kronrat berufen und war später Deputy Lieutenant von Norfolk.
Sie war Fellow der Royal Historical Society, Ehrenfellow des Girton College und Autorin mehrerer Bücher über die Geschichte der Frauen und der Arbeitswelt. Ihr Buch Jennie Lee: a life gewann 1998 den Orwell Prize und den Wolfson History Prize. 2001 wurde ihr die Ehrendoktorwürde der Open University verliehen.

## Kontroverse
Sie wurde kritisiert, als bekannt wurde, dass sie und ihr Partner Baron Howarth in unmittelbarer Nachbarschaft lebten, aber beide Spesen gegenüber dem House of Lords abgerechnet hatten. Sie waren eines der wenigen Paare, die beide einen Adelstitel aus eigenem Recht besaßen.